# زیردریایی یو-۱۰۶۲
زیردریایی یو-۱۰۶۲ (به انگلیسی: German submarine U-1062) یک زیردریایی است که طول آن ۷۷٫۶۳ متر (۲۵۴ فوت ۸ اینچ) می‌باشد. این زیردریایی در سال ۱۹۴۳ ساخته شد.